# بحران مالی اسپانیا (۲۰۱۴–۲۰۰۸)

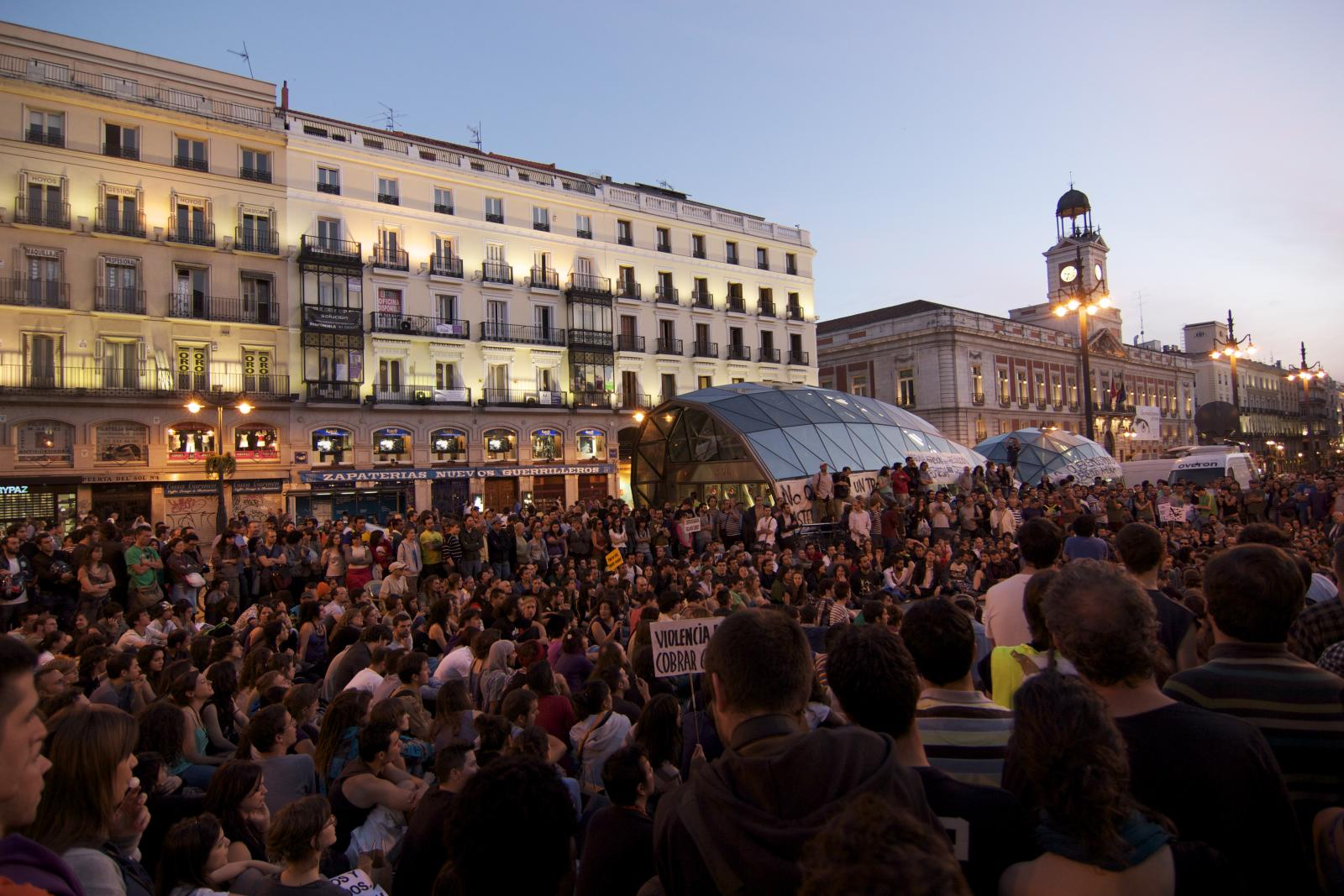
تظاهرات علیه بحران و بیکاری بالای جوانان در مادرید، ۱۵ مه ۲۰۱۱.

بحران مالی اسپانیا (انگلیسی: 2008–2014 Spanish financial crisis)، همچنین به عنوان بحران بزرگ اقتصادی در اسپانیا یا رکود بزرگ اسپانیا شناخته می‌شود که در سال ۲۰۰۸ در طول بحران مالی جهانی ۲۰۰۷–۲۰۰۸ آغاز شد. در سال ۲۰۱۲، زمانی که این کشور نتوانست بخش مالی خود را نجات دهد مجبور به دریافت یک بسته نجات ۱۰۰ میلیارد یورویی از مکانیسم ثبات اروپا (ESM) شد و اسپانیا را تبدیل به یکی از شرکت‌کنندگان دیرهنگام بحران مالی منطقه یورو کرد.
علت اصلی بحران اسپانیا حباب بخش مسکن همراه با نرخ بالای رشد ناپایدار تولید ناخالص داخلی بود. تورم درآمدهای مالیاتی نشات گرفته از رونق سرمایه‌گذاری در املاک و بخش ساخت و ساز بود که علی‌رغم افزایش در هزینه‌ها باعث مازاد درآمد دولت اسپانیا شده بود.
حتی با وجود اینکه برخی مشکلات اساسی در اقتصاد اسپانیا خیلی زودتر از بحران مشهود بود، اسپانیا با تغییر حزب حاکم در سال ۲۰۰۴، مسیر رشد ناپایدار دارایی را ادامه داد. در این دوران اولیه، اسپانیا از قبل یک کسری تجاری بزرگ داشت، که منجر به از دست دادن رقابت در برابر شرکای تجاری اصلی خود، نرخ تورم بالاتر از متوسط، افزایش قیمت مسکن، و بدهی رو به رشد خانواده‌ها شد.در طول سه‌ماهه سوم سال ۲۰۰۸ تولید ناخالص داخلی ملی برای اولین بار در ۱۵ سال کاهش یافت و در فوریه ۲۰۰۹، اسپانیا (و سایر اقتصادهای اروپایی) رسماً وارد رکود شد.اقتصاد در سال ۲۰۰۹ ۳٫۷ درصد و بار دیگر در سال ۲۰۱۰ ۰٫۱ درصد کوچکتر شد. در سال ۲۰۱۱اقتصاد ۰٫۷ درصد رشد کرد. اما در سه‌ماهه اول سال ۲۰۱۲، اسپانیا بار دیگر به‌طور رسمی در رکود قرار گرفت و دولت اسپانیا برای سال ۲۰۱۲ کاهش ۱٫۷ درصدی را پیش‌بینی کرد.
وزرای دارایی منطقه یورو در ۹ ژوئن ۲۰۱۲ با ارائه حداکثر ۱۰۰ میلیارد یورو وام نجات از صندوق‌های منطقه یورو موافقت کردند. از اکتبر ۲۰۱۲، ترویکا (کمیسیون اروپا، ECB و IMF) وارد مذاکره با اسپانیا برای ایجاد یک برنامه بهبود اقتصادی که لازمه دریافت وام‌های مالی اضافی از مکانیسم ثبات اروپا (ESM) بود، شدند. اسپانیا علاوه بر درخواست برای بسته افزایش سرمایه بانکی ۱۰۰ میلیارد یورویی در ژوئن ۲۰۱۲، در مورد حمایت مالی از بسته "خط اعتباری مشروط پیشگیرانه (PCCL) مذاکره کرد.اگر اسپانیا یک بسته PCCL را درخواست کرد و دریافت کرد، صرف نظر از اینکه تا چه حد متعاقباً تصمیم گرفت از این خط اعتباری تعیین شده استفاده کند، این در همان زمان بلافاصله این کشور را واجد شرایط دریافت حمایت مالی اضافی «رایگان» از بانک مرکزی اروپا (ECB) می‌کند. در قالب برخی از خریدهای نامحدود اوراق قرضه کاهنده بازده.
نقطه عطف بحران بدهی دولتی اسپانیا در ۲۶ ژوئیه ۲۰۱۲ رخ داد، زمانی که ماریو دراگی، رئیس بانک مرکزی اروپا گفت که بانک مرکزی اروپا «آماده انجام هر کاری برای حفظ یورو است». در ۶ سپتامبر ۲۰۱۲، برنامه معاملات پولی فوری بانک مرکزی اروپا (OMT) برای خرید نامحدود بدهی‌های دولتی کوتاه مدت، فراتر از ترازنامه بانک مرکزی اروپا گردید. این موضوع فعالیت‌های سفته بازانه در برابر بدهی دولتی اسپانیا رااز رونق انداخت و بازده اوراق قرضه ۱۰ ساله زیر سطح ۶٪ باقی ماند و تا پایان سال ۲۰۱۲ به سطح ۵٪ نزدیک شد.